# هونوکا
هونوکا (انگلیسی: Honoka؛ زاده ۲۰ ژوئن ۱۹۸۳) یک بازیگر پورنوگرافی اهل ژاپن است.